# Barrio Parque Martín Güemes
Barrio Parque Martín Güemes es un barrio de Avellaneda, Provincia de Buenos Aires, Argentina, que cuenta con 23 edificios con 40 departamentos, cada uno.

## Ubicación
El barrio se encuentra  enfrente de la municipalidad del Partido de Avellaneda (edificio nuevo), a 1 cuadra del Shopping Alto Avellaneda, y la principal vía de acceso al barrio es Gral. Güemes.